# 마이클 마틴 해머
마이클 마틴 해머(Michael Martin Hammer, 1948년 4월 13일 – 2008년 9월 3일)는 유대계 미국인 엔지니어, 경영 저술가, MIT(Massachusetts Institute of Technology)의 전 컴퓨터 과학 교수였으며, 비즈니스 프로세스 리엔지니어링(BPR) 경영 이론의 창시자 중 한 명으로 알려져 있다.

## 생애

### 생애 초반
홀로코스트 생존자의 자녀인 해머는 메릴랜드 주 아나폴리스에서 자랐다. 그는 1968년, 1970년, 1973년에 각각 메사추세츠 공과대학에서 전기전자컴퓨터공학의 BS, MS, Ph.D 학위를 취득했다.

### 경력
교육을 받은 엔지니어인 해머는 비즈니스 관리에 대한 프로세스 지향적 관점을 지지했다. 이때 매사추세츠 공과대학교 컴퓨터공학과 교수이자 MIT 슬로언 경영대학원 강사였다. Hammer가 작성한 글은 Harvard Business Review 및 The Economist 와 같은 비즈니스 정기 간행물에 게재되었다.
타임은 그를 미국에서 가장 영향력 있는 인물 25인 중 한 명으로 첫 번째 목록에 포함시켰다. 포브스는 해머의 저서인 Reengineering the Corporation을 "지난 20년 동안 가장 중요한 비즈니스 서적 3권"으로 선정했다.

### 죽음
해머는 휴가 중 뇌출혈로 인한 합병증으로 갑자기 사망했으며 보스턴의 베이커 스트리트 유대인 묘지에 묻혔다.

## 저서
- Reengineering the Corporation: A manifesto for Business Revolution (1993)은 Hammer가 James A. Champy 와 공동 저술했으며 비즈니스 프로세스 리엔지니어링(BPR)에 대한 비즈니스 커뮤니티의 초점을 포착하는 데 중요한 역할을 했다. 이 책은 250만 부가 팔렸고 뉴욕 타임즈 베스트 셀러 목록에 1년 이상 머물렀다.[2]
- The Reengineering Revolution (1995)[3]
- Beyond Reengineering (1996)[4]
- The Agenda (2001)[4]
- Faster, Cheaper, Better (2010), Lisa Hershman과 공동 집필[5]